# بازانچاتوو
بازانچاتوو (به لاتین: Bazanchatovo) یک منطقهٔ مسکونی در روسیه است که در باشقیرستان واقع شده‌است.